# Осташковский мост
Оста́шковский мост — автомобильный мост в Москве через реку Яуза, находится на Осташковской улице. Построен в 1958 году. Назван по шоссе и улице, на которой расположен. Движение двустороннее, по одной полосе в каждую сторону.
Здесь сходятся три района Северо-восточного административного округа: Лосиноостровский, Бабушкинский и Северное Медведково. Недалеко вниз по течению расположен Новоосташковский мост.